# Ames-Krater
Der Ames-Krater ist eine Einschlagstruktur in Major County, Oklahoma, USA.
Er hat einen Durchmesser von 16 km. Das geschätzte Alter des ursprünglichen Kraters beträgt 470 ± 30 Millionen Jahre; der Einschlag geschah demzufolge im Ordovizium. An der Erdoberfläche ist kein Krater zu sehen.